# Lista di asteroidi (782001-783000)
Di seguito una lista di asteroidi dal numero 782001  al 783000 con data di scoperta e scopritore.

## 782001–782100
| Nome   | Designazione provvisoria | Data di scoperta  | Scopritore          |
| ------ | ------------------------ | ----------------- | ------------------- |
| 782001 | 2013 VH86                | 11 novembre 2013  | Mount Lemmon Survey |
| 782002 | 2013 VV86                | 8 novembre 2013   | Mount Lemmon Survey |
| 782003 | 2013 VX86                | 9 novembre 2013   | Mount Lemmon Survey |
| 782004 | 2013 VR87                | 9 novembre 2013   | Mount Lemmon Survey |
| 782005 | 2013 VZ88                | 6 novembre 2013   | Pan-STARRS          |
| 782006 | 2013 VL92                | 10 novembre 2013  | Mount Lemmon Survey |
| 782007 | 2013 VN93                | 6 novembre 2013   | Pan-STARRS          |
| 782008 | 2013 VV93                | 8 novembre 2013   | Mount Lemmon Survey |
| 782009 | 2013 VJ94                | 9 novembre 2013   | Spacewatch          |
| 782010 | 2013 WC9                 | 26 novembre 2013  | Mount Lemmon Survey |
| 782011 | 2013 WO11                | 2 novembre 2013   | Spacewatch          |
| 782012 | 2013 WX14                | 27 novembre 2013  | Pan-STARRS          |
| 782013 | 2013 WT17                | 27 novembre 2013  | Pan-STARRS          |
| 782014 | 2013 WP20                | 10 settembre 2007 | Mount Lemmon Survey |
| 782015 | 2013 WK25                | 5 ottobre 2013    | Spacewatch          |
| 782016 | 2013 WR25                | 24 novembre 2013  | Pan-STARRS          |
| 782017 | 2013 WR28                | 26 novembre 2013  | Mount Lemmon Survey |
| 782018 | 2013 WR29                | 26 novembre 2013  | Mount Lemmon Survey |
| 782019 | 2013 WJ30                | 8 novembre 2013   | Mount Lemmon Survey |
| 782020 | 2013 WK31                | 6 settembre 2008  | Spacewatch          |
| 782021 | 2013 WL32                | 9 novembre 2013   | Pan-STARRS          |
| 782022 | 2013 WY33                | 26 novembre 2013  | Pan-STARRS          |
| 782023 | 2013 WB35                | 30 dicembre 2008  | Spacewatch          |
| 782024 | 2013 WJ35                | 21 maggio 2012    | Mount Lemmon Survey |
| 782025 | 2013 WK35                | 26 novembre 2013  | Pan-STARRS          |
| 782026 | 2013 WT35                | 10 novembre 2013  | Spacewatch          |
| 782027 | 2013 WC36                | 27 novembre 2013  | Pan-STARRS          |
| 782028 | 2013 WV36                | 27 novembre 2013  | Pan-STARRS          |
| 782029 | 2013 WC49                | 11 novembre 2013  | Mount Lemmon Survey |
| 782030 | 2013 WR50                | 30 novembre 2008  | Spacewatch          |
| 782031 | 2013 WE51                | 25 novembre 2013  | Pan-STARRS          |
| 782032 | 2013 WR51                | 25 novembre 2013  | Pan-STARRS          |
| 782033 | 2013 WM53                | 25 novembre 2013  | Pan-STARRS          |
| 782034 | 2013 WO53                | 25 novembre 2013  | Pan-STARRS          |
| 782035 | 2013 WT53                | 25 novembre 2013  | Pan-STARRS          |
| 782036 | 2013 WG58                | 9 novembre 2013   | Pan-STARRS          |
| 782037 | 2013 WE72                | 26 novembre 2013  | Mount Lemmon Survey |
| 782038 | 2013 WV75                | 8 novembre 2013   | Mount Lemmon Survey |
| 782039 | 2013 WO76                | 1 dicembre 2008   | Spacewatch          |
| 782040 | 2013 WC80                | 29 dicembre 2008  | Spacewatch          |
| 782041 | 2013 WR86                | 27 novembre 2013  | Pan-STARRS          |
| 782042 | 2013 WG88                | 28 novembre 2013  | Mount Lemmon Survey |
| 782043 | 2013 WQ90                | 28 novembre 2013  | Mount Lemmon Survey |
| 782044 | 2013 WW92                | 28 novembre 2013  | Mount Lemmon Survey |
| 782045 | 2013 WO112               | 21 dicembre 2008  | Mount Lemmon Survey |
| 782046 | 2013 WS115               | 26 novembre 2013  | Mount Lemmon Survey |
| 782047 | 2013 WZ115               | 28 novembre 2013  | Mount Lemmon Survey |
| 782048 | 2013 WJ121               | 15 ottobre 2007   | Mount Lemmon Survey |
| 782049 | 2013 WP121               | 25 luglio 2017    | Pan-STARRS          |
| 782050 | 2013 WW121               | 28 novembre 2013  | Mount Lemmon Survey |
| 782051 | 2013 WX121               | 27 dicembre 2005  | Spacewatch          |
| 782052 | 2013 WB122               | 28 novembre 2013  | Mount Lemmon Survey |
| 782053 | 2013 WH122               | 28 novembre 2013  | Mount Lemmon Survey |
| 782054 | 2013 WH124               | 4 novembre 2013   | Mount Lemmon Survey |
| 782055 | 2013 WG125               | 23 gennaio 2015   | Pan-STARRS          |
| 782056 | 2013 WG126               | 28 novembre 2013  | Mount Lemmon Survey |
| 782057 | 2013 WJ126               | 27 novembre 2013  | Pan-STARRS          |
| 782058 | 2013 WM126               | 26 novembre 2013  | Mount Lemmon Survey |
| 782059 | 2013 WL127               | 27 novembre 2013  | Pan-STARRS          |
| 782060 | 2013 WX127               | 28 novembre 2013  | Mount Lemmon Survey |
| 782061 | 2013 WF128               | 27 novembre 2013  | Pan-STARRS          |
| 782062 | 2013 WS128               | 29 novembre 2013  | Mount Lemmon Survey |
| 782063 | 2013 WC129               | 28 novembre 2013  | Mount Lemmon Survey |
| 782064 | 2013 WY129               | 27 novembre 2013  | Pan-STARRS          |
| 782065 | 2013 WE131               | 26 novembre 2013  | Pan-STARRS          |
| 782066 | 2013 WJ132               | 26 novembre 2013  | Mount Lemmon Survey |
| 782067 | 2013 WL133               | 28 novembre 2013  | Mount Lemmon Survey |
| 782068 | 2013 WO134               | 28 novembre 2013  | Mount Lemmon Survey |
| 782069 | 2013 WF135               | 28 novembre 2013  | Mount Lemmon Survey |
| 782070 | 2013 WJ136               | 26 novembre 2013  | Pan-STARRS          |
| 782071 | 2013 WE137               | 27 novembre 2013  | Pan-STARRS          |
| 782072 | 2013 WV137               | 28 novembre 2013  | Pan-STARRS          |
| 782073 | 2013 WK138               | 26 novembre 2013  | Mount Lemmon Survey |
| 782074 | 2013 WM139               | 28 novembre 2013  | Mount Lemmon Survey |
| 782075 | 2013 WP141               | 27 novembre 2013  | Pan-STARRS          |
| 782076 | 2013 WJ142               | 27 novembre 2013  | Pan-STARRS          |
| 782077 | 2013 WS144               | 28 novembre 2013  | Mount Lemmon Survey |
| 782078 | 2013 WX145               | 27 novembre 2013  | Pan-STARRS          |
| 782079 | 2013 WE146               | 27 novembre 2013  | Pan-STARRS          |
| 782080 | 2013 WF146               | 28 novembre 2013  | Mount Lemmon Survey |
| 782081 | 2013 WG146               | 28 novembre 2013  | Mount Lemmon Survey |
| 782082 | 2013 WT146               | 26 novembre 2013  | Pan-STARRS          |
| 782083 | 2013 WC150               | 28 novembre 2013  | Mount Lemmon Survey |
| 782084 | 2013 WF150               | 28 novembre 2013  | Mount Lemmon Survey |
| 782085 | 2013 XJ13                | 7 dicembre 2013   | Mount Lemmon Survey |
| 782086 | 2013 XO16                | 10 dicembre 2013  | Mount Lemmon Survey |
| 782087 | 2013 XB25                | 4 dicembre 2013   | Pan-STARRS          |
| 782088 | 2013 XJ25                | 27 novembre 2013  | Pan-STARRS          |
| 782089 | 2013 XV33                | 26 luglio 2017    | Pan-STARRS          |
| 782090 | 2013 XA34                | 13 dicembre 2013  | Mount Lemmon Survey |
| 782091 | 2013 XH34                | 25 giugno 2017    | Pan-STARRS          |
| 782092 | 2013 XY34                | 11 dicembre 2013  | Pan-STARRS          |
| 782093 | 2013 XB35                | 6 dicembre 2013   | Pan-STARRS          |
| 782094 | 2013 XK35                | 14 dicembre 2013  | Mount Lemmon Survey |
| 782095 | 2013 XN35                | 11 dicembre 2013  | Pan-STARRS          |
| 782096 | 2013 XO35                | 11 dicembre 2013  | Pan-STARRS          |
| 782097 | 2013 XT35                | 15 dicembre 2013  | Pan-STARRS          |
| 782098 | 2013 XA37                | 11 dicembre 2013  | Pan-STARRS          |
| 782099 | 2013 XQ37                | 14 ottobre 2007   | Mount Lemmon Survey |
| 782100 | 2013 XG38                | 3 dicembre 2013   | Mount Lemmon Survey |

## 782101–782200
| Nome   | Designazione provvisoria | Data di scoperta  | Scopritore          |
| ------ | ------------------------ | ----------------- | ------------------- |
| 782101 | 2013 XB41                | 4 dicembre 2013   | Pan-STARRS          |
| 782102 | 2013 XM41                | 6 dicembre 2013   | Pan-STARRS          |
| 782103 | 2013 XE42                | 14 dicembre 2013  | Mount Lemmon Survey |
| 782104 | 2013 XN42                | 14 dicembre 2013  | Mount Lemmon Survey |
| 782105 | 2013 XU42                | 11 dicembre 2013  | Pan-STARRS          |
| 782106 | 2013 XW42                | 16 settembre 2012 | Mount Lemmon Survey |
| 782107 | 2013 XT44                | 11 dicembre 2013  | Pan-STARRS          |
| 782108 | 2013 YU1                 | 11 dicembre 2013  | Mount Lemmon Survey |
| 782109 | 2013 YG6                 | 11 dicembre 2013  | Pan-STARRS          |
| 782110 | 2013 YL9                 | 22 ottobre 2008   | Spacewatch          |
| 782111 | 2013 YV28                | 14 dicembre 2013  | Mount Lemmon Survey |
| 782112 | 2013 YV30                | 28 gennaio 2003   | W. H. Ryan          |
| 782113 | 2013 YE34                | 26 dicembre 2013  | Mount Lemmon Survey |
| 782114 | 2013 YU47                | 28 dicembre 2013  | Spacewatch          |
| 782115 | 2013 YD56                | 28 novembre 2013  | Mount Lemmon Survey |
| 782116 | 2013 YV56                | 26 dicembre 2013  | Pan-STARRS          |
| 782117 | 2013 YD57                | 4 dicembre 2013   | Pan-STARRS          |
| 782118 | 2013 YN60                | 27 dicembre 2013  | Spacewatch          |
| 782119 | 2013 YX75                | 26 dicembre 2013  | Mount Lemmon Survey |
| 782120 | 2013 YN76                | 27 dicembre 2013  | Spacewatch          |
| 782121 | 2013 YU76                | 10 ottobre 2012   | Mount Lemmon Survey |
| 782122 | 2013 YY79                | 3 febbraio 2009   | Spacewatch          |
| 782123 | 2013 YE80                | 28 dicembre 2013  | Spacewatch          |
| 782124 | 2013 YN81                | 28 dicembre 2013  | Spacewatch          |
| 782125 | 2013 YY82                | 24 dicembre 2013  | Mount Lemmon Survey |
| 782126 | 2013 YT83                | 28 dicembre 2013  | Spacewatch          |
| 782127 | 2013 YG84                | 26 dicembre 2013  | Mount Lemmon Survey |
| 782128 | 2013 YL84                | 21 febbraio 2009  | Spacewatch          |
| 782129 | 2013 YQ85                | 28 dicembre 2013  | Spacewatch          |
| 782130 | 2013 YA86                | 28 dicembre 2013  | Spacewatch          |
| 782131 | 2013 YT87                | 15 febbraio 2010  | Mount Lemmon Survey |
| 782132 | 2013 YD89                | 28 dicembre 2013  | Spacewatch          |
| 782133 | 2013 YK89                | 28 dicembre 2013  | Spacewatch          |
| 782134 | 2013 YK97                | 13 dicembre 2013  | Mount Lemmon Survey |
| 782135 | 2013 YC98                | 31 dicembre 2013  | Spacewatch          |
| 782136 | 2013 YL101               | 31 dicembre 2013  | Mount Lemmon Survey |
| 782137 | 2013 YV104               | 28 dicembre 2013  | Mount Lemmon Survey |
| 782138 | 2013 YO108               | 31 dicembre 2013  | Spacewatch          |
| 782139 | 2013 YA115               | 30 dicembre 2013  | Spacewatch          |
| 782140 | 2013 YD116               | 27 settembre 2001 | LONEOS              |
| 782141 | 2013 YR126               | 31 dicembre 2013  | Mount Lemmon Survey |
| 782142 | 2013 YG129               | 31 dicembre 2013  | Spacewatch          |
| 782143 | 2013 YH132               | 31 dicembre 2013  | Mount Lemmon Survey |
| 782144 | 2013 YH135               | 31 dicembre 2013  | Mount Lemmon Survey |
| 782145 | 2013 YO135               | 31 dicembre 2013  | Mount Lemmon Survey |
| 782146 | 2013 YQ135               | 31 dicembre 2013  | Mount Lemmon Survey |
| 782147 | 2013 YN136               | 31 dicembre 2013  | Mount Lemmon Survey |
| 782148 | 2013 YE137               | 31 dicembre 2013  | Mount Lemmon Survey |
| 782149 | 2013 YR141               | 31 dicembre 2013  | Mount Lemmon Survey |
| 782150 | 2013 YW142               | 14 dicembre 2013  | Mount Lemmon Survey |
| 782151 | 2013 YF143               | 28 novembre 2013  | Mount Lemmon Survey |
| 782152 | 2013 YH145               | 31 dicembre 2013  | Mount Lemmon Survey |
| 782153 | 2013 YF146               | 31 dicembre 2013  | Mount Lemmon Survey |
| 782154 | 2013 YO147               | 31 dicembre 2013  | Spacewatch          |
| 782155 | 2013 YO151               | 24 dicembre 2013  | Mount Lemmon Survey |
| 782156 | 2013 YL153               | 30 dicembre 2013  | Mount Lemmon Survey |
| 782157 | 2013 YM155               | 28 dicembre 2013  | Spacewatch          |
| 782158 | 2013 YC158               | 30 dicembre 2013  | Spacewatch          |
| 782159 | 2013 YO158               | 30 dicembre 2013  | Mount Lemmon Survey |
| 782160 | 2013 YE159               | 6 maggio 2016     | Pan-STARRS          |
| 782161 | 2013 YA161               | 31 dicembre 2013  | Spacewatch          |
| 782162 | 2013 YK161               | 25 aprile 2015    | Pan-STARRS          |
| 782163 | 2013 YN161               | 31 dicembre 2013  | Mount Lemmon Survey |
| 782164 | 2013 YZ161               | 31 dicembre 2013  | Pan-STARRS          |
| 782165 | 2013 YF162               | 27 dicembre 2013  | Mount Lemmon Survey |
| 782166 | 2013 YH162               | 24 dicembre 2013  | Mount Lemmon Survey |
| 782167 | 2013 YT162               | 31 dicembre 2013  | Mount Lemmon Survey |
| 782168 | 2013 YB163               | 24 dicembre 2013  | Mount Lemmon Survey |
| 782169 | 2013 YH163               | 25 dicembre 2013  | Spacewatch          |
| 782170 | 2013 YN163               | 31 dicembre 2013  | Pan-STARRS          |
| 782171 | 2013 YM164               | 24 dicembre 2013  | Mount Lemmon Survey |
| 782172 | 2013 YM166               | 31 dicembre 2013  | Spacewatch          |
| 782173 | 2013 YP167               | 25 dicembre 2013  | Mount Lemmon Survey |
| 782174 | 2013 YX167               | 30 dicembre 2013  | Spacewatch          |
| 782175 | 2013 YB168               | 31 dicembre 2013  | Pan-STARRS          |
| 782176 | 2013 YL168               | 29 dicembre 2013  | Pan-STARRS          |
| 782177 | 2013 YO168               | 31 dicembre 2013  | Mount Lemmon Survey |
| 782178 | 2013 YP168               | 25 dicembre 2013  | Spacewatch          |
| 782179 | 2013 YG170               | 31 dicembre 2013  | Spacewatch          |
| 782180 | 2013 YO170               | 30 dicembre 2013  | Spacewatch          |
| 782181 | 2013 YP171               | 31 dicembre 2013  | Mount Lemmon Survey |
| 782182 | 2013 YQ171               | 28 febbraio 2009  | Spacewatch          |
| 782183 | 2013 YU171               | 30 dicembre 2013  | Mount Lemmon Survey |
| 782184 | 2013 YV171               | 30 dicembre 2013  | Mount Lemmon Survey |
| 782185 | 2013 YP174               | 28 dicembre 2013  | Mount Lemmon Survey |
| 782186 | 2014 AY4                 | 1 gennaio 2014    | Pan-STARRS          |
| 782187 | 2014 AZ4                 | 9 ottobre 2012    | Mount Lemmon Survey |
| 782188 | 2014 AE6                 | 1 gennaio 2014    | Pan-STARRS          |
| 782189 | 2014 AW10                | 3 dicembre 2005   | A. Boattini         |
| 782190 | 2014 AY10                | 25 agosto 2012    | Pan-STARRS          |
| 782191 | 2014 AK11                | 1 gennaio 2014    | Mount Lemmon Survey |
| 782192 | 2014 AA14                | 1 gennaio 2014    | Mount Lemmon Survey |
| 782193 | 2014 AS18                | 2 marzo 2009      | Spacewatch          |
| 782194 | 2014 AF20                | 28 novembre 2013  | Spacewatch          |
| 782195 | 2014 AS22                | 28 novembre 2013  | Spacewatch          |
| 782196 | 2014 AE23                | 3 gennaio 2014    | Spacewatch          |
| 782197 | 2014 AA24                | 24 settembre 2008 | CSS                 |
| 782198 | 2014 AC30                | 3 gennaio 2014    | Mount Lemmon Survey |
| 782199 | 2014 AM30                | 3 gennaio 2014    | Mount Lemmon Survey |
| 782200 | 2014 AO30                | 3 gennaio 2014    | Mount Lemmon Survey |

## 782201–782300
| Nome   | Designazione provvisoria | Data di scoperta  | Scopritore          |
| ------ | ------------------------ | ----------------- | ------------------- |
| 782201 | 2014 AQ31                | 4 gennaio 2014    | Mount Lemmon Survey |
| 782202 | 2014 AB34                | 25 dicembre 2013  | Mount Lemmon Survey |
| 782203 | 2014 AA39                | 9 novembre 2007   | Mount Lemmon Survey |
| 782204 | 2014 AN41                | 5 gennaio 2014    | Spacewatch          |
| 782205 | 2014 AG48                | 20 ottobre 2012   | Mount Lemmon Survey |
| 782206 | 2014 AA55                | 13 gennaio 2014   | Mount Lemmon Survey |
| 782207 | 2014 AE58                | 3 novembre 2007   | Spacewatch          |
| 782208 | 2014 AH63                | 9 gennaio 2014    | Mount Lemmon Survey |
| 782209 | 2014 AL63                | 13 gennaio 2014   | Mount Lemmon Survey |
| 782210 | 2014 AM64                | 30 dicembre 2013  | Mount Lemmon Survey |
| 782211 | 2014 AE65                | 10 gennaio 2014   | Spacewatch          |
| 782212 | 2014 AN65                | 5 giugno 2016     | Pan-STARRS          |
| 782213 | 2014 AD68                | 1 gennaio 2014    | Spacewatch          |
| 782214 | 2014 AU68                | 1 gennaio 2014    | Spacewatch          |
| 782215 | 2014 AV68                | 9 gennaio 2014    | Pan-STARRS          |
| 782216 | 2014 AV69                | 2 gennaio 2014    | Mount Lemmon Survey |
| 782217 | 2014 AJ70                | 1 gennaio 2014    | Pan-STARRS          |
| 782218 | 2014 AR70                | 1 gennaio 2014    | Spacewatch          |
| 782219 | 2014 AD71                | 10 gennaio 2014   | Mount Lemmon Survey |
| 782220 | 2014 AP71                | 2 gennaio 2014    | Spacewatch          |
| 782221 | 2014 AR71                | 9 gennaio 2014    | Mount Lemmon Survey |
| 782222 | 2014 AE73                | 9 gennaio 2014    | Mount Lemmon Survey |
| 782223 | 2014 AF74                | 9 gennaio 2014    | Mount Lemmon Survey |
| 782224 | 2014 AR74                | 19 novembre 2007  | Spacewatch          |
| 782225 | 2014 AP75                | 9 gennaio 2014    | Pan-STARRS          |
| 782226 | 2014 AV75                | 31 dicembre 2007  | Mount Lemmon Survey |
| 782227 | 2014 AW75                | 11 gennaio 2014   | Spacewatch          |
| 782228 | 2014 AE78                | 9 gennaio 2014    | Pan-STARRS          |
| 782229 | 2014 AV78                | 3 gennaio 2014    | Mount Lemmon Survey |
| 782230 | 2014 AF80                | 3 gennaio 2014    | Mount Lemmon Survey |
| 782231 | 2014 AH80                | 9 gennaio 2014    | Mount Lemmon Survey |
| 782232 | 2014 AA81                | 3 gennaio 2014    | Spacewatch          |
| 782233 | 2014 BY1                 | 1 gennaio 2014    | Pan-STARRS          |
| 782234 | 2014 BP2                 | 20 gennaio 2014   | Mount Lemmon Survey |
| 782235 | 2014 BU6                 | 10 ottobre 2012   | Mount Lemmon Survey |
| 782236 | 2014 BC7                 | 24 febbraio 2009  | Mount Lemmon Survey |
| 782237 | 2014 BS7                 | 21 gennaio 2014   | Mount Lemmon Survey |
| 782238 | 2014 BT10                | 7 gennaio 2014    | Spacewatch          |
| 782239 | 2014 BH11                | 18 ottobre 2012   | Pan-STARRS          |
| 782240 | 2014 BB13                | 2 gennaio 2014    | Spacewatch          |
| 782241 | 2014 BE18                | 21 gennaio 2014   | Spacewatch          |
| 782242 | 2014 BM18                | 21 gennaio 2014   | Mount Lemmon Survey |
| 782243 | 2014 BU23                | 12 gennaio 2014   | Mount Lemmon Survey |
| 782244 | 2014 BM26                | 25 dicembre 2013  | Mount Lemmon Survey |
| 782245 | 2014 BG30                | 21 marzo 2009     | Mount Lemmon Survey |
| 782246 | 2014 BZ30                | 23 gennaio 2014   | Mount Lemmon Survey |
| 782247 | 2014 BH34                | 21 gennaio 2014   | Spacewatch          |
| 782248 | 2014 BJ40                | 1 febbraio 2009   | Spacewatch          |
| 782249 | 2014 BN40                | 24 gennaio 2014   | Pan-STARRS          |
| 782250 | 2014 BE41                | 24 gennaio 2014   | Pan-STARRS          |
| 782251 | 2014 BJ42                | 24 gennaio 2014   | Pan-STARRS          |
| 782252 | 2014 BP44                | 30 dicembre 2013  | Mount Lemmon Survey |
| 782253 | 2014 BW45                | 10 ottobre 2012   | Mount Lemmon Survey |
| 782254 | 2014 BB48                | 23 gennaio 2014   | Mount Lemmon Survey |
| 782255 | 2014 BL49                | 25 settembre 2012 | Mount Lemmon Survey |
| 782256 | 2014 BX63                | 3 novembre 2007   | Spacewatch          |
| 782257 | 2014 BQ67                | 24 gennaio 2014   | Pan-STARRS          |
| 782258 | 2014 BN68                | 26 gennaio 2014   | Pan-STARRS          |
| 782259 | 2014 BF69                | 29 gennaio 2014   | Spacewatch          |
| 782260 | 2014 BB71                | 9 agosto 2016     | Pan-STARRS          |
| 782261 | 2014 BS71                | 28 gennaio 2014   | Mount Lemmon Survey |
| 782262 | 2014 BE73                | 21 gennaio 2014   | Mount Lemmon Survey |
| 782263 | 2014 BO73                | 24 gennaio 2014   | Pan-STARRS          |
| 782264 | 2014 BP74                | 21 gennaio 2014   | Mount Lemmon Survey |
| 782265 | 2014 BZ74                | 28 gennaio 2014   | Mount Lemmon Survey |
| 782266 | 2014 BN75                | 23 gennaio 2014   | Mount Lemmon Survey |
| 782267 | 2014 BQ76                | 31 gennaio 2014   | Pan-STARRS          |
| 782268 | 2014 BM77                | 20 gennaio 2014   | Mount Lemmon Survey |
| 782269 | 2014 BN77                | 24 gennaio 2014   | Pan-STARRS          |
| 782270 | 2014 BU77                | 31 gennaio 2014   | Pan-STARRS          |
| 782271 | 2014 BZ77                | 24 gennaio 2014   | Pan-STARRS          |
| 782272 | 2014 BA78                | 28 gennaio 2014   | Mount Lemmon Survey |
| 782273 | 2014 BF78                | 20 gennaio 2014   | Mount Lemmon Survey |
| 782274 | 2014 BG78                | 28 gennaio 2014   | Mount Lemmon Survey |
| 782275 | 2014 BH78                | 25 gennaio 2014   | Pan-STARRS          |
| 782276 | 2014 BN78                | 28 gennaio 2014   | Mount Lemmon Survey |
| 782277 | 2014 BD79                | 25 gennaio 2014   | Pan-STARRS          |
| 782278 | 2014 BE79                | 24 gennaio 2014   | Pan-STARRS          |
| 782279 | 2014 BM81                | 23 gennaio 2014   | Mount Lemmon Survey |
| 782280 | 2014 BL83                | 29 gennaio 2014   | CSS                 |
| 782281 | 2014 BY83                | 24 gennaio 2014   | Pan-STARRS          |
| 782282 | 2014 BH84                | 28 gennaio 2014   | Mount Lemmon Survey |
| 782283 | 2014 BJ84                | 28 gennaio 2014   | Mount Lemmon Survey |
| 782284 | 2014 BK84                | 28 gennaio 2014   | Mount Lemmon Survey |
| 782285 | 2014 BU84                | 24 gennaio 2014   | Pan-STARRS          |
| 782286 | 2014 BL85                | 26 gennaio 2014   | Pan-STARRS          |
| 782287 | 2014 BN85                | 26 gennaio 2014   | Pan-STARRS          |
| 782288 | 2014 BY85                | 23 gennaio 2014   | Mount Lemmon Survey |
| 782289 | 2014 BR87                | 29 gennaio 2014   | Spacewatch          |
| 782290 | 2014 BE88                | 15 ottobre 2012   | Pan-STARRS          |
| 782291 | 2014 BP88                | 28 gennaio 2014   | Mount Lemmon Survey |
| 782292 | 2014 BU89                | 21 gennaio 2014   | Mount Lemmon Survey |
| 782293 | 2014 BW89                | 26 gennaio 2014   | Pan-STARRS          |
| 782294 | 2014 BX89                | 24 gennaio 2014   | Pan-STARRS          |
| 782295 | 2014 BY89                | 19 settembre 2011 | Mount Lemmon Survey |
| 782296 | 2014 BA90                | 28 gennaio 2014   | Mount Lemmon Survey |
| 782297 | 2014 BE90                | 26 gennaio 2014   | Pan-STARRS          |
| 782298 | 2014 BP91                | 21 gennaio 2014   | Mount Lemmon Survey |
| 782299 | 2014 BZ91                | 26 gennaio 2014   | Pan-STARRS          |
| 782300 | 2014 BB92                | 29 gennaio 2014   | Spacewatch          |

## 782301–782400
| Nome   | Designazione provvisoria | Data di scoperta  | Scopritore          |
| ------ | ------------------------ | ----------------- | ------------------- |
| 782301 | 2014 CJ                  | 25 gennaio 2014   | Pan-STARRS          |
| 782302 | 2014 CJ1                 | 24 gennaio 2014   | Pan-STARRS          |
| 782303 | 2014 CL1                 | 2 febbraio 2014   | Mount Lemmon Survey |
| 782304 | 2014 CF2                 | 25 gennaio 2014   | Pan-STARRS          |
| 782305 | 2014 CV2                 | 5 febbraio 2014   | A. Oreshko          |
| 782306 | 2014 CA6                 | 24 gennaio 2014   | Pan-STARRS          |
| 782307 | 2014 CL7                 | 5 febbraio 2014   | Spacewatch          |
| 782308 | 2014 CF15                | 6 febbraio 2014   | C. Rinner           |
| 782309 | 2014 CB19                | 14 aprile 2010    | Mount Lemmon Survey |
| 782310 | 2014 CJ20                | 9 gennaio 2014    | Pan-STARRS          |
| 782311 | 2014 CN24                | 10 febbraio 2014  | Pan-STARRS          |
| 782312 | 2014 CP24                | 10 febbraio 2014  | Pan-STARRS          |
| 782313 | 2014 CQ25                | 9 febbraio 2014   | Spacewatch          |
| 782314 | 2014 CF26                | 15 gennaio 2008   | Spacewatch          |
| 782315 | 2014 CG26                | 10 febbraio 2014  | Pan-STARRS          |
| 782316 | 2014 CW29                | 10 febbraio 2014  | Pan-STARRS          |
| 782317 | 2014 CD31                | 10 febbraio 2014  | Mount Lemmon Survey |
| 782318 | 2014 CL31                | 9 febbraio 2014   | Mount Lemmon Survey |
| 782319 | 2014 CP31                | 10 febbraio 2014  | Pan-STARRS          |
| 782320 | 2014 CU31                | 11 febbraio 2014  | Mount Lemmon Survey |
| 782321 | 2014 CY31                | 10 febbraio 2014  | Pan-STARRS          |
| 782322 | 2014 CA32                | 9 febbraio 2014   | Mount Lemmon Survey |
| 782323 | 2014 CB32                | 9 febbraio 2014   | Pan-STARRS          |
| 782324 | 2014 CG32                | 6 febbraio 2014   | Mount Lemmon Survey |
| 782325 | 2014 CM33                | 9 febbraio 2014   | Mount Lemmon Survey |
| 782326 | 2014 CO33                | 10 febbraio 2014  | Pan-STARRS          |
| 782327 | 2014 CT33                | 5 febbraio 2014   | Mount Lemmon Survey |
| 782328 | 2014 CW33                | 9 febbraio 2014   | Mount Lemmon Survey |
| 782329 | 2014 CP35                | 6 febbraio 2014   | Mount Lemmon Survey |
| 782330 | 2014 CN36                | 11 febbraio 2014  | Mount Lemmon Survey |
| 782331 | 2014 CX36                | 10 febbraio 2014  | Spacewatch          |
| 782332 | 2014 CU37                | 10 febbraio 2014  | Mount Lemmon Survey |
| 782333 | 2014 CV37                | 10 febbraio 2014  | Mount Lemmon Survey |
| 782334 | 2014 CB38                | 1 febbraio 2014   | ESA OGS             |
| 782335 | 2014 DR4                 | 1 gennaio 2014    | Mount Lemmon Survey |
| 782336 | 2014 DV13                | 20 febbraio 2014  | Pan-STARRS          |
| 782337 | 2014 DL17                | 25 gennaio 2014   | Pan-STARRS          |
| 782338 | 2014 DN17                | 22 febbraio 2014  | Pan-STARRS          |
| 782339 | 2014 DT19                | 7 febbraio 2003   | Spacewatch          |
| 782340 | 2014 DN36                | 30 dicembre 2007  | Spacewatch          |
| 782341 | 2014 DT40                | 23 gennaio 2014   | Mount Lemmon Survey |
| 782342 | 2014 DH42                | 25 febbraio 2014  | Spacewatch          |
| 782343 | 2014 DM44                | 29 ottobre 2008   | Mount Lemmon Survey |
| 782344 | 2014 DD47                | 27 febbraio 2014  | Spacewatch          |
| 782345 | 2014 DM48                | 26 febbraio 2014  | Pan-STARRS          |
| 782346 | 2014 DO49                | 26 febbraio 2014  | Pan-STARRS          |
| 782347 | 2014 DZ52                | 26 febbraio 2014  | Pan-STARRS          |
| 782348 | 2014 DY53                | 12 ottobre 2007   | Mount Lemmon Survey |
| 782349 | 2014 DK54                | 11 maggio 2010    | Mount Lemmon Survey |
| 782350 | 2014 DR54                | 26 febbraio 2014  | Pan-STARRS          |
| 782351 | 2014 DG60                | 26 febbraio 2014  | Pan-STARRS          |
| 782352 | 2014 DY62                | 20 febbraio 2009  | Mount Lemmon Survey |
| 782353 | 2014 DM63                | 25 marzo 2006     | Spacewatch          |
| 782354 | 2014 DX69                | 26 febbraio 2014  | Pan-STARRS          |
| 782355 | 2014 DE70                | 26 febbraio 2014  | Pan-STARRS          |
| 782356 | 2014 DQ70                | 26 febbraio 2014  | Pan-STARRS          |
| 782357 | 2014 DM75                | 26 febbraio 2014  | Pan-STARRS          |
| 782358 | 2014 DE79                | 26 febbraio 2014  | Pan-STARRS          |
| 782359 | 2014 DA80                | 26 febbraio 2014  | Pan-STARRS          |
| 782360 | 2014 DO81                | 22 febbraio 2014  | Spacewatch          |
| 782361 | 2014 DL84                | 25 febbraio 2014  | Spacewatch          |
| 782362 | 2014 DE85                | 2 aprile 2006     | Mount Lemmon Survey |
| 782363 | 2014 DG90                | 7 ottobre 2012    | Pan-STARRS          |
| 782364 | 2014 DH94                | 26 febbraio 2014  | Mount Lemmon Survey |
| 782365 | 2014 DT94                | 24 settembre 2009 | Mount Lemmon Survey |
| 782366 | 2014 DV94                | 9 febbraio 2014   | Spacewatch          |
| 782367 | 2014 DH96                | 26 febbraio 2014  | Pan-STARRS          |
| 782368 | 2014 DP96                | 26 febbraio 2014  | Pan-STARRS          |
| 782369 | 2014 DG102               | 27 febbraio 2014  | Mount Lemmon Survey |
| 782370 | 2014 DM102               | 27 febbraio 2014  | Mount Lemmon Survey |
| 782371 | 2014 DB103               | 14 gennaio 2008   | Spacewatch          |
| 782372 | 2014 DL106               | 27 febbraio 2014  | Mount Lemmon Survey |
| 782373 | 2014 DY106               | 28 luglio 2011    | Pan-STARRS          |
| 782374 | 2014 DK107               | 27 febbraio 2014  | Mount Lemmon Survey |
| 782375 | 2014 DM107               | 27 febbraio 2014  | Mount Lemmon Survey |
| 782376 | 2014 DW109               | 27 febbraio 2014  | Pan-STARRS          |
| 782377 | 2014 DW111               | 1 ottobre 2011    | Spacewatch          |
| 782378 | 2014 DM124               | 28 febbraio 2014  | Pan-STARRS          |
| 782379 | 2014 DH126               | 28 febbraio 2014  | Pan-STARRS          |
| 782380 | 2014 DQ128               | 28 febbraio 2014  | Pan-STARRS          |
| 782381 | 2014 DF129               | 8 marzo 2005      | Mount Lemmon Survey |
| 782382 | 2014 DR129               | 28 febbraio 2014  | Pan-STARRS          |
| 782383 | 2014 DP132               | 28 febbraio 2014  | Pan-STARRS          |
| 782384 | 2014 DY133               | 2 marzo 2009      | Spacewatch          |
| 782385 | 2014 DZ135               | 28 febbraio 2014  | Pan-STARRS          |
| 782386 | 2014 DL138               | 28 febbraio 2014  | Pan-STARRS          |
| 782387 | 2014 DR138               | 26 aprile 2010    | Mount Lemmon Survey |
| 782388 | 2014 DN142               | 8 marzo 2003      | LONEOS              |
| 782389 | 2014 DF145               | 28 febbraio 2014  | Pan-STARRS          |
| 782390 | 2014 DK149               | 26 febbraio 2014  | Pan-STARRS          |
| 782391 | 2014 DN151               | 23 febbraio 2009  | F. Hormuth          |
| 782392 | 2014 DT153               | 1 gennaio 2009    | Spacewatch          |
| 782393 | 2014 DB154               | 28 febbraio 2014  | Pan-STARRS          |
| 782394 | 2014 DC154               | 28 febbraio 2014  | Pan-STARRS          |
| 782395 | 2014 DO154               | 28 febbraio 2014  | Pan-STARRS          |
| 782396 | 2014 DZ158               | 28 febbraio 2014  | Pan-STARRS          |
| 782397 | 2014 DP161               | 20 febbraio 2014  | Mount Lemmon Survey |
| 782398 | 2014 DL164               | 28 febbraio 2014  | Pan-STARRS          |
| 782399 | 2014 DM164               | 28 febbraio 2014  | Pan-STARRS          |
| 782400 | 2014 DX164               | 9 agosto 2005     | DES                 |

## 782401–782500
| Nome   | Designazione provvisoria | Data di scoperta  | Scopritore            |
| ------ | ------------------------ | ----------------- | --------------------- |
| 782401 | 2014 DS165               | 28 febbraio 2014  | Pan-STARRS            |
| 782402 | 2014 DN168               | 26 febbraio 2014  | Pan-STARRS            |
| 782403 | 2014 DJ169               | 28 febbraio 2014  | Pan-STARRS            |
| 782404 | 2014 DP169               | 26 febbraio 2014  | Pan-STARRS            |
| 782405 | 2014 DA170               | 28 febbraio 2014  | Pan-STARRS            |
| 782406 | 2014 DL170               | 26 febbraio 2014  | Pan-STARRS            |
| 782407 | 2014 DM170               | 22 febbraio 2014  | Spacewatch            |
| 782408 | 2014 DO170               | 20 febbraio 2014  | Mount Lemmon Survey   |
| 782409 | 2014 DP170               | 22 febbraio 2014  | Spacewatch            |
| 782410 | 2014 DR170               | 20 febbraio 2014  | Mount Lemmon Survey   |
| 782411 | 2014 DU170               | 28 febbraio 2014  | Mount Lemmon Survey   |
| 782412 | 2014 DW170               | 26 febbraio 2014  | Pan-STARRS            |
| 782413 | 2014 DD171               | 28 febbraio 2014  | Pan-STARRS            |
| 782414 | 2014 DB172               | 26 febbraio 2014  | Pan-STARRS            |
| 782415 | 2014 DD172               | 26 febbraio 2014  | Pan-STARRS            |
| 782416 | 2014 DL172               | 26 febbraio 2014  | Pan-STARRS            |
| 782417 | 2014 DV172               | 24 febbraio 2014  | Pan-STARRS            |
| 782418 | 2014 DH173               | 26 febbraio 2014  | Pan-STARRS            |
| 782419 | 2014 DK173               | 26 febbraio 2014  | Pan-STARRS            |
| 782420 | 2014 DL174               | 26 febbraio 2014  | Pan-STARRS            |
| 782421 | 2014 DG175               | 3 novembre 2011   | Spacewatch            |
| 782422 | 2014 DG176               | 27 febbraio 2014  | Pan-STARRS            |
| 782423 | 2014 DN176               | 28 febbraio 2014  | Mount Lemmon Survey   |
| 782424 | 2014 DO176               | 19 febbraio 2014  | Mount Lemmon Survey   |
| 782425 | 2014 DA177               | 28 febbraio 2014  | Pan-STARRS            |
| 782426 | 2014 DO178               | 26 febbraio 2014  | Mount Lemmon Survey   |
| 782427 | 2014 DZ178               | 28 febbraio 2014  | Pan-STARRS            |
| 782428 | 2014 DO179               | 26 febbraio 2014  | Pan-STARRS            |
| 782429 | 2014 DQ179               | 28 febbraio 2014  | Pan-STARRS            |
| 782430 | 2014 DU179               | 24 febbraio 2014  | Pan-STARRS            |
| 782431 | 2014 DE180               | 26 febbraio 2014  | Pan-STARRS            |
| 782432 | 2014 DO180               | 28 febbraio 2014  | Pan-STARRS            |
| 782433 | 2014 DK184               | 26 febbraio 2014  | Pan-STARRS            |
| 782434 | 2014 DW185               | 22 febbraio 2014  | Spacewatch            |
| 782435 | 2014 DA186               | 20 febbraio 2014  | Mount Lemmon Survey   |
| 782436 | 2014 DK186               | 26 febbraio 2014  | Pan-STARRS            |
| 782437 | 2014 DA187               | 26 febbraio 2014  | Pan-STARRS            |
| 782438 | 2014 DK187               | 20 febbraio 2014  | Mount Lemmon Survey   |
| 782439 | 2014 DP187               | 24 febbraio 2014  | Pan-STARRS            |
| 782440 | 2014 DY187               | 26 febbraio 2014  | Mount Lemmon Survey   |
| 782441 | 2014 DE188               | 27 febbraio 2014  | Pan-STARRS            |
| 782442 | 2014 DX190               | 22 febbraio 2014  | Mount Lemmon Survey   |
| 782443 | 2014 DZ190               | 26 febbraio 2014  | Pan-STARRS            |
| 782444 | 2014 DB191               | 28 febbraio 2014  | Pan-STARRS            |
| 782445 | 2014 DQ192               | 28 febbraio 2014  | Pan-STARRS            |
| 782446 | 2014 DZ192               | 26 febbraio 2014  | Pan-STARRS            |
| 782447 | 2014 DW194               | 20 febbraio 2014  | Mount Lemmon Survey   |
| 782448 | 2014 DG195               | 26 febbraio 2014  | Pan-STARRS            |
| 782449 | 2014 DH195               | 28 febbraio 2014  | Pan-STARRS            |
| 782450 | 2014 DR196               | 26 febbraio 2014  | Pan-STARRS            |
| 782451 | 2014 DV196               | 24 febbraio 2014  | Pan-STARRS            |
| 782452 | 2014 DZ196               | 18 febbraio 2014  | Mount Lemmon Survey   |
| 782453 | 2014 DA197               | 26 febbraio 2014  | Pan-STARRS            |
| 782454 | 2014 DL197               | 26 febbraio 2014  | Mount Lemmon Survey   |
| 782455 | 2014 DN197               | 26 febbraio 2014  | Mount Lemmon Survey   |
| 782456 | 2014 DL200               | 26 febbraio 2014  | Pan-STARRS            |
| 782457 | 2014 DV200               | 28 febbraio 2014  | Pan-STARRS            |
| 782458 | 2014 DC201               | 26 febbraio 2014  | Pan-STARRS            |
| 782459 | 2014 EZ                  | 13 agosto 2010    | Spacewatch            |
| 782460 | 2014 EK3                 | 27 febbraio 2014  | Mount Lemmon Survey   |
| 782461 | 2014 EJ4                 | 3 marzo 2014      | ESA OGS               |
| 782462 | 2014 EM8                 | 10 febbraio 2014  | Mount Lemmon Survey   |
| 782463 | 2014 ER8                 | 26 febbraio 2014  | Mount Lemmon Survey   |
| 782464 | 2014 EM10                | 28 febbraio 2014  | Pan-STARRS            |
| 782465 | 2014 EC16                | 25 febbraio 2014  | Spacewatch            |
| 782466 | 2014 ET17                | 6 marzo 2014      | Spacewatch            |
| 782467 | 2014 ED19                | 6 marzo 2014      | Spacewatch            |
| 782468 | 2014 EB20                | 6 marzo 2014      | Spacewatch            |
| 782469 | 2014 EL21                | 18 gennaio 2013   | Mount Lemmon Survey   |
| 782470 | 2014 EN27                | 28 febbraio 2014  | Pan-STARRS            |
| 782471 | 2014 ER27                | 12 febbraio 2008  | Mount Lemmon Survey   |
| 782472 | 2014 EY28                | 11 febbraio 2014  | Mount Lemmon Survey   |
| 782473 | 2014 EP29                | 6 marzo 2014      | Mount Lemmon Survey   |
| 782474 | 2014 EW29                | 6 marzo 2014      | Pan-STARRS            |
| 782475 | 2014 ET31                | 7 marzo 2014      | Spacewatch            |
| 782476 | 2014 EX37                | 29 settembre 2005 | Mount Lemmon Survey   |
| 782477 | 2014 EF45                | 11 marzo 2014     | Mount Lemmon Survey   |
| 782478 | 2014 EG48                | 11 marzo 2014     | Mount Lemmon Survey   |
| 782479 | 2014 ED54                | 10 gennaio 2013   | Pan-STARRS            |
| 782480 | 2014 EG55                | 1 ottobre 2011    | Mount Lemmon Survey   |
| 782481 | 2014 EF56                | 21 marzo 2002     | Spacewatch            |
| 782482 | 2014 ES56                | 3 febbraio 2013   | Pan-STARRS            |
| 782483 | 2014 EE59                | 3 agosto 2016     | Pan-STARRS            |
| 782484 | 2014 EL60                | 18 aprile 2015    | CTIO-DECam            |
| 782485 | 2014 EN61                | 20 maggio 2015    | CTIO-DECam            |
| 782486 | 2014 EW63                | 17 ottobre 2012   | Pan-STARRS            |
| 782487 | 2014 EK64                | 9 novembre 2017   | M. Altmann, T. Prusti |
| 782488 | 2014 EO64                | 21 settembre 2017 | Pan-STARRS            |
| 782489 | 2014 EX67                | 28 febbraio 2014  | Pan-STARRS            |
| 782490 | 2014 EZ69                | 28 febbraio 2014  | Pan-STARRS            |
| 782491 | 2014 EL70                | 18 aprile 2015    | Mount Lemmon Survey   |
| 782492 | 2014 EV70                | 8 agosto 2016     | Pan-STARRS            |
| 782493 | 2014 EX72                | 18 aprile 2015    | CTIO-DECam            |
| 782494 | 2014 EV75                | 13 settembre 2007 | Spacewatch            |
| 782495 | 2014 EG76                | 2 marzo 2014      | CTIO-DECam            |
| 782496 | 2014 ER77                | 2 settembre 2017  | Pan-STARRS            |
| 782497 | 2014 EK78                | 12 agosto 2016    | Pan-STARRS            |
| 782498 | 2014 EB80                | 28 febbraio 2014  | Pan-STARRS            |
| 782499 | 2014 EC80                | 20 ottobre 2016   | Mount Lemmon Survey   |
| 782500 | 2014 EG84                | 24 marzo 2014     | Pan-STARRS            |

## 782501–782600
| Nome   | Designazione provvisoria | Data di scoperta  | Scopritore              |
| ------ | ------------------------ | ----------------- | ----------------------- |
| 782501 | 2014 ES86                | 2 marzo 2014      | CTIO-DECam              |
| 782502 | 2014 EW87                | 2 marzo 2014      | CTIO-DECam              |
| 782503 | 2014 EL91                | 13 ottobre 2017   | Mount Lemmon Survey     |
| 782504 | 2014 EL96                | 28 febbraio 2014  | Pan-STARRS              |
| 782505 | 2014 EQ98                | 26 febbraio 2014  | Pan-STARRS              |
| 782506 | 2014 EV98                | 8 agosto 2016     | Pan-STARRS              |
| 782507 | 2014 EU99                | 22 febbraio 2014  | S. Mottola, S. Hellmich |
| 782508 | 2014 EC102               | 26 febbraio 2014  | Pan-STARRS              |
| 782509 | 2014 EE108               | 4 settembre 2011  | Pan-STARRS              |
| 782510 | 2014 EX113               | 4 settembre 2011  | Pan-STARRS              |
| 782511 | 2014 EU118               | 28 ottobre 2017   | Pan-STARRS              |
| 782512 | 2014 EW118               | 28 febbraio 2014  | Pan-STARRS              |
| 782513 | 2014 EF120               | 28 febbraio 2014  | Pan-STARRS              |
| 782514 | 2014 EK121               | 5 marzo 2014      | Pan-STARRS              |
| 782515 | 2014 EG122               | 19 aprile 2015    | CTIO-DECam              |
| 782516 | 2014 ER128               | 1 maggio 2016     | CTIO-DECam              |
| 782517 | 2014 EX128               | 26 febbraio 2014  | Pan-STARRS              |
| 782518 | 2014 ER130               | 3 marzo 2014      | CTIO-DECam              |
| 782519 | 2014 EJ131               | 8 giugno 2016     | Pan-STARRS              |
| 782520 | 2014 EX134               | 28 febbraio 2014  | Pan-STARRS              |
| 782521 | 2014 EW137               | 12 dicembre 2012  | Mount Lemmon Survey     |
| 782522 | 2014 EC143               | 20 gennaio 2013   | Mount Lemmon Survey     |
| 782523 | 2014 EQ146               | 28 febbraio 2014  | Pan-STARRS              |
| 782524 | 2014 EP147               | 18 aprile 2015    | CTIO-DECam              |
| 782525 | 2014 EL151               | 8 novembre 2010   | Spacewatch              |
| 782526 | 2014 EL154               | 14 maggio 2015    | Pan-STARRS              |
| 782527 | 2014 EW155               | 29 settembre 2011 | Mount Lemmon Survey     |
| 782528 | 2014 EN157               | 28 febbraio 2014  | Pan-STARRS              |
| 782529 | 2014 EE159               | 23 settembre 2008 | Spacewatch              |
| 782530 | 2014 EO159               | 4 marzo 2014      | CTIO-DECam              |
| 782531 | 2014 EW160               | 21 settembre 2017 | Pan-STARRS              |
| 782532 | 2014 EK161               | 27 maggio 2015    | Mount Lemmon Survey     |
| 782533 | 2014 EK162               | 9 dicembre 2016   | Mount Lemmon Survey     |
| 782534 | 2014 EL165               | 4 marzo 2014      | CTIO-DECam              |
| 782535 | 2014 EJ169               | 21 aprile 2015    | CTIO-DECam              |
| 782536 | 2014 EM169               | 18 aprile 2015    | CTIO-DECam              |
| 782537 | 2014 EG173               | 23 aprile 2015    | Pan-STARRS              |
| 782538 | 2014 EO173               | 20 maggio 2015    | CTIO-DECam              |
| 782539 | 2014 EC177               | 11 settembre 2016 | Mount Lemmon Survey     |
| 782540 | 2014 EW177               | 22 ottobre 2012   | Pan-STARRS              |
| 782541 | 2014 EE180               | 4 marzo 2014      | CTIO-DECam              |
| 782542 | 2014 EL187               | 10 gennaio 2013   | Pan-STARRS              |
| 782543 | 2014 EY187               | 28 settembre 2008 | Mount Lemmon Survey     |
| 782544 | 2014 ET188               | 10 maggio 2015    | Mount Lemmon Survey     |
| 782545 | 2014 EB193               | 18 aprile 2015    | CTIO-DECam              |
| 782546 | 2014 EB196               | 23 aprile 2015    | Pan-STARRS              |
| 782547 | 2014 EU198               | 12 novembre 2012  | Mount Lemmon Survey     |
| 782548 | 2014 EG202               | 18 aprile 2015    | CTIO-DECam              |
| 782549 | 2014 EY203               | 19 maggio 2015    | CTIO-DECam              |
| 782550 | 2014 EK206               | 8 dicembre 2012   | Mount Lemmon Survey     |
| 782551 | 2014 EJ207               | 18 aprile 2015    | CTIO-DECam              |
| 782552 | 2014 EV207               | 23 aprile 2015    | Pan-STARRS              |
| 782553 | 2014 EX213               | 5 marzo 2014      | Pan-STARRS              |
| 782554 | 2014 EA216               | 21 maggio 2015    | CTIO-DECam              |
| 782555 | 2014 EU216               | 5 marzo 2014      | CTIO-DECam              |
| 782556 | 2014 EW216               | 5 marzo 2014      | CTIO-DECam              |
| 782557 | 2014 EP217               | 5 marzo 2014      | CTIO-DECam              |
| 782558 | 2014 EU217               | 5 marzo 2014      | CTIO-DECam              |
| 782559 | 2014 EV218               | 31 agosto 2005    | Spacewatch              |
| 782560 | 2014 EE220               | 19 aprile 2015    | CTIO-DECam              |
| 782561 | 2014 EK220               | 24 settembre 2011 | Pan-STARRS              |
| 782562 | 2014 EO222               | 16 agosto 2017    | Pan-STARRS              |
| 782563 | 2014 EW223               | 12 novembre 2010  | Mount Lemmon Survey     |
| 782564 | 2014 EB226               | 5 marzo 2014      | CTIO-DECam              |
| 782565 | 2014 EE226               | 24 settembre 2011 | Pan-STARRS              |
| 782566 | 2014 ES228               | 18 aprile 2015    | CTIO-DECam              |
| 782567 | 2014 ES234               | 22 ottobre 2012   | Pan-STARRS              |
| 782568 | 2014 ER235               | 10 gennaio 2008   | Spacewatch              |
| 782569 | 2014 EW244               | 25 ottobre 2016   | Pan-STARRS              |
| 782570 | 2014 EJ246               | 13 agosto 2010    | Spacewatch              |
| 782571 | 2014 EY248               | 11 gennaio 2008   | Spacewatch              |
| 782572 | 2014 ED251               | 13 marzo 2014     | Mount Lemmon Survey     |
| 782573 | 2014 EQ252               | 12 marzo 2014     | Mount Lemmon Survey     |
| 782574 | 2014 EC253               | 10 marzo 2014     | Mount Lemmon Survey     |
| 782575 | 2014 EN253               | 6 marzo 2014      | Mount Lemmon Survey     |
| 782576 | 2014 EY253               | 6 marzo 2014      | ESA OGS                 |
| 782577 | 2014 EA254               | 10 marzo 2014     | Mount Lemmon Survey     |
| 782578 | 2014 EO254               | 10 marzo 2014     | Mount Lemmon Survey     |
| 782579 | 2014 EU254               | 13 marzo 2014     | Mount Lemmon Survey     |
| 782580 | 2014 EV254               | 12 marzo 2014     | Mount Lemmon Survey     |
| 782581 | 2014 EX254               | 13 marzo 2014     | Mount Lemmon Survey     |
| 782582 | 2014 EL255               | 6 marzo 2014      | Spacewatch              |
| 782583 | 2014 ET255               | 11 marzo 2014     | Mount Lemmon Survey     |
| 782584 | 2014 EH256               | 6 marzo 2014      | Mount Lemmon Survey     |
| 782585 | 2014 EL257               | 6 marzo 2014      | Spacewatch              |
| 782586 | 2014 EQ257               | 10 marzo 2014     | Mount Lemmon Survey     |
| 782587 | 2014 EA258               | 11 marzo 2014     | Mount Lemmon Survey     |
| 782588 | 2014 EX258               | 8 marzo 2014      | Mount Lemmon Survey     |
| 782589 | 2014 FL2                 | 7 novembre 2012   | Mount Lemmon Survey     |
| 782590 | 2014 FQ2                 | 26 febbraio 2014  | Pan-STARRS              |
| 782591 | 2014 FC3                 | 20 marzo 2014     | Mount Lemmon Survey     |
| 782592 | 2014 FZ4                 | 11 marzo 2014     | Mount Lemmon Survey     |
| 782593 | 2014 FA9                 | 3 aprile 2003     | DLS                     |
| 782594 | 2014 FG12                | 2 marzo 2009      | Mount Lemmon Survey     |
| 782595 | 2014 FQ13                | 20 marzo 2014     | Mount Lemmon Survey     |
| 782596 | 2014 FZ14                | 12 marzo 2014     | Mount Lemmon Survey     |
| 782597 | 2014 FA16                | 26 febbraio 2014  | Pan-STARRS              |
| 782598 | 2014 FC17                | 9 febbraio 2014   | Mount Lemmon Survey     |
| 782599 | 2014 FR20                | 9 marzo 2014      | Pan-STARRS              |
| 782600 | 2014 FH23                | 28 febbraio 2014  | Pan-STARRS              |

## 782601–782700
| Nome   | Designazione provvisoria | Data di scoperta | Scopritore            |
| ------ | ------------------------ | ---------------- | --------------------- |
| 782601 | 2014 FQ27                | 28 febbraio 2014 | Pan-STARRS            |
| 782602 | 2014 FX38                | 20 marzo 2014    | Mount Lemmon Survey   |
| 782603 | 2014 FE40                | 26 febbraio 2014 | Mount Lemmon Survey   |
| 782604 | 2014 FT42                | 28 marzo 2014    | Mount Lemmon Survey   |
| 782605 | 2014 FP45                | 11 marzo 2014    | Mount Lemmon Survey   |
| 782606 | 2014 FE46                | 11 marzo 2014    | Mount Lemmon Survey   |
| 782607 | 2014 FC47                | 26 aprile 2003   | Spacewatch            |
| 782608 | 2014 FD49                | 27 febbraio 2014 | Pan-STARRS            |
| 782609 | 2014 FM51                | 27 marzo 2014    | I. Oteo, O. Vaduvescu |
| 782610 | 2014 FL53                | 28 marzo 2014    | Mount Lemmon Survey   |
| 782611 | 2014 FO62                | 26 marzo 2014    | Mount Lemmon Survey   |
| 782612 | 2014 FG68                | 22 marzo 2014    | Spacewatch            |
| 782613 | 2014 FW75                | 27 marzo 2014    | Pan-STARRS            |
| 782614 | 2014 FA77                | 24 marzo 2014    | Pan-STARRS            |
| 782615 | 2014 FM78                | 28 marzo 2014    | Mount Lemmon Survey   |
| 782616 | 2014 FO79                | 18 giugno 2015   | Pan-STARRS            |
| 782617 | 2014 FN81                | 2 agosto 2016    | Pan-STARRS            |
| 782618 | 2014 FN82                | 25 marzo 2014    | Mount Lemmon Survey   |
| 782619 | 2014 FR82                | 29 marzo 2014    | Mount Lemmon Survey   |
| 782620 | 2014 FF83                | 22 marzo 2014    | Mount Lemmon Survey   |
| 782621 | 2014 FG83                | 24 marzo 2014    | Pan-STARRS            |
| 782622 | 2014 FO83                | 24 marzo 2014    | Pan-STARRS            |
| 782623 | 2014 FD84                | 28 marzo 2014    | Mount Lemmon Survey   |
| 782624 | 2014 FL84                | 24 marzo 2014    | Pan-STARRS            |
| 782625 | 2014 FN84                | 26 marzo 2014    | Mount Lemmon Survey   |
| 782626 | 2014 FQ84                | 29 marzo 2014    | Mount Lemmon Survey   |
| 782627 | 2014 FJ85                | 28 marzo 2014    | Mount Lemmon Survey   |
| 782628 | 2014 FF87                | 28 marzo 2014    | Mount Lemmon Survey   |
| 782629 | 2014 FQ87                | 23 marzo 2014    | Mount Lemmon Survey   |
| 782630 | 2014 FY87                | 29 marzo 2014    | Mount Lemmon Survey   |
| 782631 | 2014 FA88                | 26 marzo 2014    | Mount Lemmon Survey   |
| 782632 | 2014 FR88                | 28 marzo 2014    | Mount Lemmon Survey   |
| 782633 | 2014 FY88                | 31 marzo 2014    | Mount Lemmon Survey   |
| 782634 | 2014 FT89                | 25 marzo 2014    | Mount Lemmon Survey   |
| 782635 | 2014 FF90                | 20 marzo 2014    | Mount Lemmon Survey   |
| 782636 | 2014 FA91                | 22 marzo 2014    | Mount Lemmon Survey   |
| 782637 | 2014 FA92                | 24 marzo 2014    | Pan-STARRS            |
| 782638 | 2014 FC92                | 29 marzo 2014    | Mount Lemmon Survey   |
| 782639 | 2014 FT96                | 31 marzo 2014    | Mount Lemmon Survey   |
| 782640 | 2014 GV                  | 1 aprile 2014    | Mount Lemmon Survey   |
| 782641 | 2014 GZ3                 | 19 novembre 2008 | Spacewatch            |
| 782642 | 2014 GC6                 | 18 marzo 2010    | Spacewatch            |
| 782643 | 2014 GC7                 | 1 aprile 2014    | Mount Lemmon Survey   |
| 782644 | 2014 GZ18                | 11 ottobre 2007  | Mount Lemmon Survey   |
| 782645 | 2014 GE27                | 4 aprile 2014    | Mount Lemmon Survey   |
| 782646 | 2014 GV39                | 28 febbraio 2008 | Spacewatch            |
| 782647 | 2014 GO43                | 6 aprile 2014    | Mount Lemmon Survey   |
| 782648 | 2014 GV43                | 5 aprile 2014    | Mount Lemmon Survey   |
| 782649 | 2014 GQ46                | 29 ottobre 1994  | Spacewatch            |
| 782650 | 2014 GA58                | 12 marzo 2008    | Mount Lemmon Survey   |
| 782651 | 2014 GL58                | 4 aprile 2014    | Pan-STARRS            |
| 782652 | 2014 GN58                | 4 aprile 2014    | Pan-STARRS            |
| 782653 | 2014 GA59                | 9 aprile 2014    | Spacewatch            |
| 782654 | 2014 GE60                | 4 aprile 2014    | Spacewatch            |
| 782655 | 2014 GE61                | 5 aprile 2014    | Pan-STARRS            |
| 782656 | 2014 GR61                | 5 aprile 2014    | Pan-STARRS            |
| 782657 | 2014 GN62                | 5 aprile 2014    | Pan-STARRS            |
| 782658 | 2014 GP62                | 5 aprile 2014    | Pan-STARRS            |
| 782659 | 2014 GO65                | 3 aprile 2014    | Pan-STARRS            |
| 782660 | 2014 GF66                | 4 aprile 2015    | Pan-STARRS            |
| 782661 | 2014 GL66                | 5 aprile 2014    | Pan-STARRS            |
| 782662 | 2014 GP69                | 11 marzo 2008    | Mount Lemmon Survey   |
| 782663 | 2014 GD70                | 8 aprile 2014    | Pan-STARRS            |
| 782664 | 2014 GE70                | 5 aprile 2014    | Pan-STARRS            |
| 782665 | 2014 GO70                | 5 aprile 2014    | Pan-STARRS            |
| 782666 | 2014 GS70                | 8 aprile 2014    | Mount Lemmon Survey   |
| 782667 | 2014 GW70                | 5 aprile 2014    | Pan-STARRS            |
| 782668 | 2014 GC71                | 6 aprile 2014    | Mount Lemmon Survey   |
| 782669 | 2014 GF74                | 8 aprile 2014    | Spacewatch            |
| 782670 | 2014 GS75                | 5 aprile 2014    | Pan-STARRS            |
| 782671 | 2014 GL76                | 5 aprile 2014    | Pan-STARRS            |
| 782672 | 2014 GR76                | 4 aprile 2014    | Pan-STARRS            |
| 782673 | 2014 GW76                | 7 aprile 2014    | Mount Lemmon Survey   |
| 782674 | 2014 GY76                | 7 aprile 2014    | Mount Lemmon Survey   |
| 782675 | 2014 GK77                | 7 aprile 2014    | Mount Lemmon Survey   |
| 782676 | 2014 GM77                | 1 aprile 2014    | Mount Lemmon Survey   |
| 782677 | 2014 GC78                | 8 aprile 2014    | Mount Lemmon Survey   |
| 782678 | 2014 GO78                | 8 aprile 2014    | Pan-STARRS            |
| 782679 | 2014 GG79                | 1 aprile 2014    | Mount Lemmon Survey   |
| 782680 | 2014 GJ80                | 5 aprile 2014    | Pan-STARRS            |
| 782681 | 2014 GM80                | 4 aprile 2014    | Pan-STARRS            |
| 782682 | 2014 GQ81                | 1 aprile 2014    | Mount Lemmon Survey   |
| 782683 | 2014 GU81                | 8 aprile 2014    | Pan-STARRS            |
| 782684 | 2014 GU82                | 4 aprile 2014    | Mount Lemmon Survey   |
| 782685 | 2014 GQ83                | 5 aprile 2014    | Pan-STARRS            |
| 782686 | 2014 GF84                | 5 aprile 2014    | Pan-STARRS            |
| 782687 | 2014 GO86                | 5 aprile 2014    | Pan-STARRS            |
| 782688 | 2014 GO87                | 10 aprile 2014   | Pan-STARRS            |
| 782689 | 2014 GZ87                | 4 aprile 2014    | Pan-STARRS            |
| 782690 | 2014 GD92                | 6 marzo 2008     | Mount Lemmon Survey   |
| 782691 | 2014 GK92                | 5 aprile 2014    | Pan-STARRS            |
| 782692 | 2014 GC96                | 5 aprile 2014    | Pan-STARRS            |
| 782693 | 2014 GX97                | 5 aprile 2014    | Pan-STARRS            |
| 782694 | 2014 GO98                | 5 aprile 2014    | Pan-STARRS            |
| 782695 | 2014 GP98                | 1 aprile 2014    | Mount Lemmon Survey   |
| 782696 | 2014 GE100               | 5 aprile 2014    | Pan-STARRS            |
| 782697 | 2014 GR100               | 2 aprile 2014    | Mount Lemmon Survey   |
| 782698 | 2014 GV101               | 9 aprile 2014    | Mount Lemmon Survey   |
| 782699 | 2014 HZ6                 | 20 aprile 2014   | Mount Lemmon Survey   |
| 782700 | 2014 HM15                | 18 ottobre 2011  | Mount Lemmon Survey   |

## 782701–782800
| Nome   | Designazione provvisoria | Data di scoperta  | Scopritore               |
| ------ | ------------------------ | ----------------- | ------------------------ |
| 782701 | 2014 HC17                | 4 aprile 2014     | Pan-STARRS               |
| 782702 | 2014 HX19                | 21 aprile 2014    | Mount Lemmon Survey      |
| 782703 | 2014 HX26                | 23 aprile 2014    | CTIO-DECam               |
| 782704 | 2014 HL28                | 4 aprile 2014     | Pan-STARRS               |
| 782705 | 2014 HV30                | 24 aprile 2014    | Mount Lemmon Survey      |
| 782706 | 2014 HD31                | 24 aprile 2014    | Mount Lemmon Survey      |
| 782707 | 2014 HE33                | 24 aprile 2014    | Mount Lemmon Survey      |
| 782708 | 2014 HS39                | 3 aprile 2008     | Mount Lemmon Survey      |
| 782709 | 2014 HJ48                | 23 aprile 2014    | CTIO-DECam               |
| 782710 | 2014 HT48                | 23 aprile 2014    | CTIO-DECam               |
| 782711 | 2014 HB50                | 20 ottobre 2003   | Spacewatch               |
| 782712 | 2014 HX50                | 23 dicembre 2012  | Pan-STARRS               |
| 782713 | 2014 HC51                | 23 aprile 2014    | CTIO-DECam               |
| 782714 | 2014 HR52                | 23 aprile 2014    | CTIO-DECam               |
| 782715 | 2014 HD56                | 1 novembre 2011   | Spacewatch               |
| 782716 | 2014 HB58                | 23 aprile 2014    | CTIO-DECam               |
| 782717 | 2014 HH58                | 23 aprile 2014    | CTIO-DECam               |
| 782718 | 2014 HR60                | 2 settembre 2010  | Mount Lemmon Survey      |
| 782719 | 2014 HE61                | 29 marzo 2014     | Spacewatch               |
| 782720 | 2014 HG61                | 17 gennaio 2013   | Pan-STARRS               |
| 782721 | 2014 HT62                | 26 settembre 2016 | Pan-STARRS               |
| 782722 | 2014 HP67                | 23 settembre 2011 | Pan-STARRS               |
| 782723 | 2014 HT67                | 21 ottobre 2016   | Mount Lemmon Survey      |
| 782724 | 2014 HQ71                | 13 gennaio 2008   | Spacewatch               |
| 782725 | 2014 HD75                | 26 giugno 2015    | Pan-STARRS               |
| 782726 | 2014 HW93                | 24 aprile 2014    | Mount Lemmon Survey      |
| 782727 | 2014 HC94                | 23 aprile 2014    | CTIO-DECam               |
| 782728 | 2014 HK101               | 5 aprile 2014     | Pan-STARRS               |
| 782729 | 2014 HU106               | 23 aprile 2014    | CTIO-DECam               |
| 782730 | 2014 HV110               | 28 febbraio 2008  | Mount Lemmon Survey      |
| 782731 | 2014 HS111               | 11 settembre 2010 | Mount Lemmon Survey      |
| 782732 | 2014 HR112               | 24 aprile 2014    | Mount Lemmon Survey      |
| 782733 | 2014 HW116               | 23 aprile 2014    | CTIO-DECam               |
| 782734 | 2014 HC118               | 24 aprile 2014    | Mount Lemmon Survey      |
| 782735 | 2014 HZ119               | 30 agosto 2016    | Pan-STARRS               |
| 782736 | 2014 HO120               | 24 aprile 2014    | Mount Lemmon Survey      |
| 782737 | 2014 HD122               | 25 aprile 2014    | Mount Lemmon Survey      |
| 782738 | 2014 HQ125               | 9 marzo 2008      | Spacewatch               |
| 782739 | 2014 HT136               | 23 aprile 2014    | CTIO-DECam               |
| 782740 | 2014 HD137               | 23 aprile 2014    | CTIO-DECam               |
| 782741 | 2014 HO139               | 23 aprile 2014    | CTIO-DECam               |
| 782742 | 2014 HG151               | 24 marzo 2014     | Pan-STARRS               |
| 782743 | 2014 HR151               | 24 marzo 2014     | Pan-STARRS               |
| 782744 | 2014 HT153               | 23 aprile 2014    | CTIO-DECam               |
| 782745 | 2014 HT154               | 23 aprile 2014    | Pan-STARRS               |
| 782746 | 2014 HR155               | 11 marzo 2008     | Mount Lemmon Survey      |
| 782747 | 2014 HW160               | 28 marzo 2014     | Mount Lemmon Survey      |
| 782748 | 2014 HP163               | 26 febbraio 2014  | Spacewatch               |
| 782749 | 2014 HS164               | 29 aprile 2014    | Mount Lemmon Survey      |
| 782750 | 2014 HS168               | 28 febbraio 2014  | Pan-STARRS               |
| 782751 | 2014 HT170               | 5 aprile 2014     | Pan-STARRS               |
| 782752 | 2014 HS174               | 5 aprile 2014     | Pan-STARRS               |
| 782753 | 2014 HC175               | 29 aprile 2014    | Pan-STARRS               |
| 782754 | 2014 HR180               | 26 marzo 2008     | Mount Lemmon Survey      |
| 782755 | 2014 HJ181               | 28 febbraio 2014  | Pan-STARRS               |
| 782756 | 2014 HN181               | 14 maggio 2010    | Mount Lemmon Survey      |
| 782757 | 2014 HH187               | 30 aprile 2014    | Pan-STARRS               |
| 782758 | 2014 HY189               | 30 aprile 2014    | Pan-STARRS               |
| 782759 | 2014 HO191               | 30 aprile 2014    | Pan-STARRS               |
| 782760 | 2014 HX202               | 5 febbraio 2013   | Mount Lemmon Survey      |
| 782761 | 2014 HD205               | 24 aprile 2014    | Pan-STARRS               |
| 782762 | 2014 HV205               | 28 aprile 2014    | Pan-STARRS               |
| 782763 | 2014 HW205               | 28 aprile 2014    | Pan-STARRS               |
| 782764 | 2014 HQ206               | 30 aprile 2014    | Pan-STARRS               |
| 782765 | 2014 HJ207               | 30 aprile 2014    | Pan-STARRS               |
| 782766 | 2014 HP216               | 18 febbraio 2008  | Mount Lemmon Survey      |
| 782767 | 2014 HC222               | 29 aprile 2014    | Pan-STARRS               |
| 782768 | 2014 HJ222               | 23 aprile 2014    | Pan-STARRS               |
| 782769 | 2014 HM222               | 21 aprile 2014    | Mount Lemmon Survey      |
| 782770 | 2014 HX222               | 25 aprile 2014    | Mount Lemmon Survey      |
| 782771 | 2014 HP223               | 30 aprile 2014    | Pan-STARRS               |
| 782772 | 2014 HY224               | 23 aprile 2014    | Pan-STARRS               |
| 782773 | 2014 HZ226               | 30 aprile 2014    | Mount Lemmon Survey      |
| 782774 | 2014 HC227               | 25 aprile 2014    | Mount Lemmon Survey      |
| 782775 | 2014 HC229               | 29 aprile 2014    | Pan-STARRS               |
| 782776 | 2014 HP231               | 24 aprile 2014    | Mount Lemmon Survey      |
| 782777 | 2014 HO232               | 29 aprile 2014    | Pan-STARRS               |
| 782778 | 2014 HK234               | 29 agosto 2011    | D. J. Tholen, M. Micheli |
| 782779 | 2014 HR236               | 29 aprile 2014    | Pan-STARRS               |
| 782780 | 2014 HT243               | 29 aprile 2014    | Pan-STARRS               |
| 782781 | 2014 HB245               | 28 aprile 2014    | CTIO-DECam               |
| 782782 | 2014 HQ245               | 25 gennaio 2009   | Spacewatch               |
| 782783 | 2014 HZ245               | 8 marzo 2008      | Spacewatch               |
| 782784 | 2014 HF256               | 28 aprile 2014    | CTIO-DECam               |
| 782785 | 2014 HR261               | 28 aprile 2014    | CTIO-DECam               |
| 782786 | 2014 HS263               | 28 settembre 2003 | Spacewatch               |
| 782787 | 2014 HQ269               | 24 aprile 2014    | Pan-STARRS               |
| 782788 | 2014 HH271               | 25 novembre 2016  | Mount Lemmon Survey      |
| 782789 | 2014 HV273               | 22 aprile 2014    | Mount Lemmon Survey      |
| 782790 | 2014 HY273               | 29 aprile 2014    | Pan-STARRS               |
| 782791 | 2014 HM276               | 10 settembre 2016 | Mount Lemmon Survey      |
| 782792 | 2014 HE292               | 5 gennaio 2013    | Spacewatch               |
| 782793 | 2014 HS299               | 8 febbraio 2013   | Pan-STARRS               |
| 782794 | 2014 HO300               | 28 aprile 2014    | CTIO-DECam               |
| 782795 | 2014 HG301               | 28 aprile 2014    | CTIO-DECam               |
| 782796 | 2014 HZ302               | 19 ottobre 2011   | L. Elenin                |
| 782797 | 2014 HU303               | 28 aprile 2014    | CTIO-DECam               |
| 782798 | 2014 HK304               | 29 aprile 2014    | CTIO-DECam               |
| 782799 | 2014 HM305               | 23 aprile 2014    | CTIO-DECam               |
| 782800 | 2014 HN307               | 24 aprile 2014    | CTIO-DECam               |

## 782801–782900
| Nome   | Designazione provvisoria | Data di scoperta  | Scopritore          |
| ------ | ------------------------ | ----------------- | ------------------- |
| 782801 | 2014 HY307               | 23 aprile 2014    | CTIO-DECam          |
| 782802 | 2014 HE308               | 23 aprile 2014    | CTIO-DECam          |
| 782803 | 2014 HY311               | 23 aprile 2014    | CTIO-DECam          |
| 782804 | 2014 HP314               | 23 aprile 2014    | CTIO-DECam          |
| 782805 | 2014 HJ317               | 23 aprile 2014    | CTIO-DECam          |
| 782806 | 2014 HL319               | 29 aprile 2014    | Pan-STARRS          |
| 782807 | 2014 HZ347               | 23 aprile 2014    | CTIO-DECam          |
| 782808 | 2014 HE350               | 28 aprile 2014    | CTIO-DECam          |
| 782809 | 2014 HY361               | 23 aprile 2014    | Mount Lemmon Survey |
| 782810 | 2014 HY378               | 7 ottobre 2007    | Mount Lemmon Survey |
| 782811 | 2014 JL5                 | 14 gennaio 2013   | Mount Lemmon Survey |
| 782812 | 2014 JO11                | 3 maggio 2014     | Mount Lemmon Survey |
| 782813 | 2014 JZ25                | 5 aprile 2014     | Pan-STARRS          |
| 782814 | 2014 JV32                | 3 maggio 2014     | Mount Lemmon Survey |
| 782815 | 2014 JN40                | 2 febbraio 2009   | Mount Lemmon Survey |
| 782816 | 2014 JV40                | 5 maggio 2014     | Mount Lemmon Survey |
| 782817 | 2014 JD50                | 8 maggio 2014     | Pan-STARRS          |
| 782818 | 2014 JY50                | 5 aprile 2014     | Pan-STARRS          |
| 782819 | 2014 JJ57                | 9 maggio 2014     | Pan-STARRS          |
| 782820 | 2014 JV67                | 22 febbraio 2009  | Spacewatch          |
| 782821 | 2014 JR72                | 8 maggio 2014     | Pan-STARRS          |
| 782822 | 2014 JG74                | 30 aprile 2014    | Pan-STARRS          |
| 782823 | 2014 JK83                | 18 gennaio 2009   | Spacewatch          |
| 782824 | 2014 JY83                | 8 maggio 2014     | Pan-STARRS          |
| 782825 | 2014 JM84                | 20 maggio 2006    | Mount Lemmon Survey |
| 782826 | 2014 JZ85                | 8 maggio 2014     | Pan-STARRS          |
| 782827 | 2014 JX87                | 10 gennaio 2013   | Pan-STARRS          |
| 782828 | 2014 JA88                | 4 maggio 2014     | Spacewatch          |
| 782829 | 2014 JA89                | 5 maggio 2014     | Pan-STARRS          |
| 782830 | 2014 JL90                | 8 maggio 2014     | Pan-STARRS          |
| 782831 | 2014 JU96                | 9 maggio 2005     | Spacewatch          |
| 782832 | 2014 JT100               | 2 maggio 2014     | Mount Lemmon Survey |
| 782833 | 2014 JY102               | 9 maggio 2014     | Pan-STARRS          |
| 782834 | 2014 JF105               | 10 maggio 2014    | Pan-STARRS          |
| 782835 | 2014 JH106               | 6 maggio 2014     | Pan-STARRS          |
| 782836 | 2014 JN107               | 7 maggio 2014     | Pan-STARRS          |
| 782837 | 2014 JH109               | 2 maggio 2014     | Mount Lemmon Survey |
| 782838 | 2014 JV113               | 8 maggio 2014     | Pan-STARRS          |
| 782839 | 2014 JU115               | 7 maggio 2014     | Pan-STARRS          |
| 782840 | 2014 JB117               | 7 maggio 2014     | Pan-STARRS          |
| 782841 | 2014 JN118               | 8 maggio 2014     | Pan-STARRS          |
| 782842 | 2014 JF128               | 3 maggio 2014     | Spacewatch          |
| 782843 | 2014 JJ129               | 2 maggio 2014     | Spacewatch          |
| 782844 | 2014 JA131               | 4 maggio 2014     | Pan-STARRS          |
| 782845 | 2014 JB132               | 2 maggio 2014     | CTIO-DECam          |
| 782846 | 2014 JA134               | 8 maggio 2014     | Pan-STARRS          |
| 782847 | 2014 JD139               | 5 maggio 2014     | CTIO-DECam          |
| 782848 | 2014 JK140               | 26 ottobre 2011   | Pan-STARRS          |
| 782849 | 2014 JD143               | 7 maggio 2014     | Pan-STARRS          |
| 782850 | 2014 JT146               | 10 maggio 2014    | Pan-STARRS          |
| 782851 | 2014 JF151               | 5 maggio 2014     | CTIO-DECam          |
| 782852 | 2014 KY5                 | 21 maggio 2014    | Pan-STARRS          |
| 782853 | 2014 KL11                | 18 novembre 2007  | Spacewatch          |
| 782854 | 2014 KF14                | 30 aprile 2014    | Pan-STARRS          |
| 782855 | 2014 KP15                | 6 aprile 2014     | Mount Lemmon Survey |
| 782856 | 2014 KV18                | 4 maggio 2014     | Pan-STARRS          |
| 782857 | 2014 KR29                | 3 maggio 2014     | Mount Lemmon Survey |
| 782858 | 2014 KM33                | 4 maggio 2014     | Mount Lemmon Survey |
| 782859 | 2014 KB37                | 24 maggio 2014    | Mount Lemmon Survey |
| 782860 | 2014 KM38                | 6 aprile 2014     | Mount Lemmon Survey |
| 782861 | 2014 KV50                | 21 maggio 2014    | Pan-STARRS          |
| 782862 | 2014 KW50                | 2 aprile 2009     | Spacewatch          |
| 782863 | 2014 KY55                | 24 maggio 2014    | Mount Lemmon Survey |
| 782864 | 2014 KK60                | 12 febbraio 2008  | Mount Lemmon Survey |
| 782865 | 2014 KX61                | 14 agosto 2006    | SSS                 |
| 782866 | 2014 KV63                | 21 maggio 2014    | Pan-STARRS          |
| 782867 | 2014 KC64                | 14 dicembre 2006  | Mount Lemmon Survey |
| 782868 | 2014 KV70                | 7 maggio 2014     | Pan-STARRS          |
| 782869 | 2014 KD72                | 23 maggio 2014    | Pan-STARRS          |
| 782870 | 2014 KV78                | 8 maggio 2014     | Pan-STARRS          |
| 782871 | 2014 KR79                | 20 maggio 2014    | Pan-STARRS          |
| 782872 | 2014 KF80                | 10 maggio 2014    | Pan-STARRS          |
| 782873 | 2014 KU81                | 15 febbraio 2013  | Pan-STARRS          |
| 782874 | 2014 KG83                | 6 aprile 2008     | Spacewatch          |
| 782875 | 2014 KL87                | 23 ottobre 2011   | Pan-STARRS          |
| 782876 | 2014 KZ95                | 7 maggio 2014     | Pan-STARRS          |
| 782877 | 2014 KG97                | 7 maggio 2014     | Pan-STARRS          |
| 782878 | 2014 KV98                | 14 ottobre 2010   | Mount Lemmon Survey |
| 782879 | 2014 KW104               | 8 maggio 2014     | Pan-STARRS          |
| 782880 | 2014 KA106               | 10 gennaio 2013   | Pan-STARRS          |
| 782881 | 2014 KY109               | 23 maggio 2014    | Pan-STARRS          |
| 782882 | 2014 KU110               | 24 maggio 2014    | Pan-STARRS          |
| 782883 | 2014 KG112               | 28 maggio 2014    | Pan-STARRS          |
| 782884 | 2014 KC117               | 21 maggio 2014    | Pan-STARRS          |
| 782885 | 2014 KD117               | 23 settembre 2015 | Pan-STARRS          |
| 782886 | 2014 KK121               | 9 gennaio 2018    | Pan-STARRS          |
| 782887 | 2014 KX122               | 7 maggio 2014     | Pan-STARRS          |
| 782888 | 2014 KT125               | 21 maggio 2014    | Pan-STARRS          |
| 782889 | 2014 KB126               | 21 maggio 2014    | Pan-STARRS          |
| 782890 | 2014 KJ126               | 27 maggio 2014    | Pan-STARRS          |
| 782891 | 2014 KC128               | 21 maggio 2014    | Pan-STARRS          |
| 782892 | 2014 KH130               | 18 aprile 2009    | Mount Lemmon Survey |
| 782893 | 2014 KO130               | 23 maggio 2014    | Pan-STARRS          |
| 782894 | 2014 KG131               | 23 maggio 2014    | Pan-STARRS          |
| 782895 | 2014 KX134               | 21 maggio 2014    | Pan-STARRS          |
| 782896 | 2014 KC135               | 21 maggio 2014    | Pan-STARRS          |
| 782897 | 2014 KD135               | 20 maggio 2014    | Pan-STARRS          |
| 782898 | 2014 KP138               | 27 maggio 2014    | Mount Lemmon Survey |
| 782899 | 2014 KF140               | 23 maggio 2014    | Pan-STARRS          |
| 782900 | 2014 KC141               | 20 maggio 2014    | Pan-STARRS          |

## 782901–783000
| Nome   | Designazione provvisoria | Data di scoperta  | Scopritore             |
| ------ | ------------------------ | ----------------- | ---------------------- |
| 782901 | 2014 KF141               | 21 maggio 2014    | Mount Lemmon Survey    |
| 782902 | 2014 KO141               | 23 maggio 2014    | Pan-STARRS             |
| 782903 | 2014 KB143               | 28 maggio 2014    | Pan-STARRS             |
| 782904 | 2014 KU143               | 28 maggio 2014    | Pan-STARRS             |
| 782905 | 2014 KP144               | 21 maggio 2014    | Mount Lemmon Survey    |
| 782906 | 2014 KG148               | 24 ottobre 2011   | Pan-STARRS             |
| 782907 | 2014 KB150               | 21 maggio 2014    | Pan-STARRS             |
| 782908 | 2014 KS153               | 7 maggio 2014     | Pan-STARRS             |
| 782909 | 2014 KP154               | 23 maggio 2014    | Pan-STARRS             |
| 782910 | 2014 KD155               | 21 maggio 2014    | Pan-STARRS             |
| 782911 | 2014 KM157               | 23 maggio 2014    | Pan-STARRS             |
| 782912 | 2014 KW157               | 21 maggio 2014    | Pan-STARRS             |
| 782913 | 2014 KA158               | 22 maggio 2014    | Pan-STARRS             |
| 782914 | 2014 KB163               | 5 febbraio 2013   | Mount Lemmon Survey    |
| 782915 | 2014 KE163               | 21 maggio 2014    | Pan-STARRS             |
| 782916 | 2014 KK165               | 20 maggio 2014    | Pan-STARRS             |
| 782917 | 2014 KM165               | 6 maggio 2019     | Pan-STARRS             |
| 782918 | 2014 KN165               | 20 maggio 2014    | Pan-STARRS             |
| 782919 | 2014 KX165               | 20 maggio 2014    | Pan-STARRS             |
| 782920 | 2014 KT166               | 6 luglio 2010     | Spacewatch             |
| 782921 | 2014 KP171               | 23 maggio 2014    | Pan-STARRS             |
| 782922 | 2014 KV173               | 25 maggio 2014    | Pan-STARRS             |
| 782923 | 2014 LM5                 | 22 aprile 2009    | Mount Lemmon Survey    |
| 782924 | 2014 LB8                 | 7 maggio 2014     | Pan-STARRS             |
| 782925 | 2014 LA9                 | 7 maggio 2014     | Pan-STARRS             |
| 782926 | 2014 LL14                | 30 gennaio 2004   | Spacewatch             |
| 782927 | 2014 LM29                | 6 giugno 2014     | Pan-STARRS             |
| 782928 | 2014 LN31                | 3 giugno 2014     | Pan-STARRS             |
| 782929 | 2014 LR31                | 3 giugno 2014     | Pan-STARRS             |
| 782930 | 2014 LC34                | 4 giugno 2014     | Pan-STARRS             |
| 782931 | 2014 LT34                | 5 giugno 2014     | Pan-STARRS             |
| 782932 | 2014 LL37                | 4 giugno 2014     | Mount Lemmon Survey    |
| 782933 | 2014 LY41                | 5 giugno 2014     | Pan-STARRS             |
| 782934 | 2014 MW13                | 20 giugno 2014    | Spacewatch             |
| 782935 | 2014 MU24                | 14 ottobre 2010   | CSS                    |
| 782936 | 2014 MV24                | 7 maggio 2014     | Pan-STARRS             |
| 782937 | 2014 MS40                | 18 giugno 2014    | Pan-STARRS             |
| 782938 | 2014 MY41                | 9 maggio 2010     | CSS                    |
| 782939 | 2014 MW57                | 30 dicembre 2011  | Spacewatch             |
| 782940 | 2014 MH61                | 26 giugno 2014    | Pan-STARRS             |
| 782941 | 2014 MK62                | 28 giugno 2014    | Spacewatch             |
| 782942 | 2014 MS71                | 21 giugno 2014    | Pan-STARRS             |
| 782943 | 2014 MT72                | 27 aprile 2009    | Mount Lemmon Survey    |
| 782944 | 2014 ME73                | 29 giugno 2014    | Pan-STARRS             |
| 782945 | 2014 MH73                | 30 giugno 2014    | Pan-STARRS             |
| 782946 | 2014 MW73                | 18 giugno 2014    | Pan-STARRS             |
| 782947 | 2014 MD74                | 21 giugno 2014    | Pan-STARRS             |
| 782948 | 2014 MT74                | 24 giugno 2014    | O. Vaduvescu, V. Tudor |
| 782949 | 2014 MF75                | 24 giugno 2014    | Pan-STARRS             |
| 782950 | 2014 MO75                | 13 gennaio 2011   | Mount Lemmon Survey    |
| 782951 | 2014 MQ79                | 30 giugno 2014    | Pan-STARRS             |
| 782952 | 2014 MA81                | 28 giugno 2014    | Pan-STARRS             |
| 782953 | 2014 MJ81                | 6 dicembre 2010   | Mount Lemmon Survey    |
| 782954 | 2014 ME82                | 27 giugno 2014    | Pan-STARRS             |
| 782955 | 2014 MT85                | 27 giugno 2014    | Pan-STARRS             |
| 782956 | 2014 MQ86                | 11 ottobre 2015   | Mount Lemmon Survey    |
| 782957 | 2014 MP90                | 3 maggio 2008     | Mount Lemmon Survey    |
| 782958 | 2014 MA93                | 28 giugno 2014    | Pan-STARRS             |
| 782959 | 2014 MF97                | 27 giugno 2014    | Pan-STARRS             |
| 782960 | 2014 MW101               | 24 giugno 2014    | Pan-STARRS             |
| 782961 | 2014 MJ105               | 30 giugno 2014    | Pan-STARRS             |
| 782962 | 2014 MG106               | 30 agosto 2002    | Spacewatch             |
| 782963 | 2014 MJ107               | 24 giugno 2014    | Pan-STARRS             |
| 782964 | 2014 NX2                 | 1 luglio 2014     | Mount Lemmon Survey    |
| 782965 | 2014 NE4                 | 14 settembre 2010 | Mount Lemmon Survey    |
| 782966 | 2014 ND6                 | 10 settembre 2010 | Spacewatch             |
| 782967 | 2014 NQ9                 | 29 settembre 2010 | Mount Lemmon Survey    |
| 782968 | 2014 NL14                | 1 luglio 2014     | Pan-STARRS             |
| 782969 | 2014 NC15                | 1 luglio 2014     | Pan-STARRS             |
| 782970 | 2014 NL15                | 1 luglio 2014     | Pan-STARRS             |
| 782971 | 2014 NS15                | 1 luglio 2014     | Pan-STARRS             |
| 782972 | 2014 NJ18                | 28 maggio 2014    | Pan-STARRS             |
| 782973 | 2014 NY18                | 2 aprile 2009     | Mount Lemmon Survey    |
| 782974 | 2014 NK26                | 25 maggio 2014    | Pan-STARRS             |
| 782975 | 2014 NB34                | 2 luglio 2014     | Pan-STARRS             |
| 782976 | 2014 NV40                | 3 luglio 2014     | Pan-STARRS             |
| 782977 | 2014 NX42                | 6 aprile 2005     | Mount Lemmon Survey    |
| 782978 | 2014 NS48                | 3 luglio 2014     | Pan-STARRS             |
| 782979 | 2014 NY48                | 3 luglio 2014     | Pan-STARRS             |
| 782980 | 2014 NM51                | 7 ottobre 2010    | CSS                    |
| 782981 | 2014 NC55                | 28 giugno 2014    | Pan-STARRS             |
| 782982 | 2014 NK67                | 8 luglio 2014     | Pan-STARRS             |
| 782983 | 2014 NP70                | 3 luglio 2014     | Pan-STARRS             |
| 782984 | 2014 NH71                | 26 febbraio 2009  | F. Hormuth             |
| 782985 | 2014 NY71                | 14 novembre 2010  | Spacewatch             |
| 782986 | 2014 NO76                | 13 maggio 2018    | Mount Lemmon Survey    |
| 782987 | 2014 NM78                | 28 gennaio 2017   | Pan-STARRS             |
| 782988 | 2014 NY79                | 8 luglio 2014     | Pan-STARRS             |
| 782989 | 2014 NJ80                | 4 luglio 2014     | Pan-STARRS             |
| 782990 | 2014 NZ81                | 7 luglio 2014     | Pan-STARRS             |
| 782991 | 2014 NO90                | 1 luglio 2014     | Pan-STARRS             |
| 782992 | 2014 NJ93                | 8 luglio 2014     | Pan-STARRS             |
| 782993 | 2014 NX96                | 1 luglio 2014     | Pan-STARRS             |
| 782994 | 2014 OY5                 | 26 luglio 2014    | A. Oreshko             |
| 782995 | 2014 OV10                | 25 settembre 2005 | Spacewatch             |
| 782996 | 2014 OR12                | 12 febbraio 2008  | Mount Lemmon Survey    |
| 782997 | 2014 OH17                | 6 settembre 2010  | Z. Kuli                |
| 782998 | 2014 OO19                | 25 luglio 2014    | Pan-STARRS             |
| 782999 | 2014 OQ23                | 25 luglio 2014    | Pan-STARRS             |
| 783000 | 2014 OX26                | 27 giugno 2014    | Pan-STARRS             |